# خورخي رودريغيز (لاعب كرة قدم)
خورخي رودريغيز (بالإسبانية: Jorge Eugenio Rodríguez Álvarez)‏ (11 أغسطس 1980 في إسبانيا - ) هو لاعب كرة قدم إسباني في مركز الدفاع. لعب مع راسينغ فيرول وريال أوفييدو وسلتا فيغو ونادي أورينسي ونادي بونتيفيدرا ونادي سمورة ونادي كومبوستيلا وريال أفيليس ‏ ونادي ماردة ‏.

## وصلات خارجية
- خورخي رودريغيز على موقع قاعدة بيانات كرة القدم.إي يو (الإنجليزية)
- خورخي رودريغيز على موقع Soccerway.com (الإنجليزية)